# 库克莫尔区
库克莫尔区（俄语：Кукморский райо́н）是俄罗斯联邦鞑靼斯坦共和国的一个区。它位于鞑靼斯坦共和国的北部，辖区总面积为1493平方公里。其行政中心是库克莫尔，一个市级镇。根据2010年的人口普查数据，该区人口为52021人（2002年为53691人，1989年为49558人）。库克莫尔的人口占该地区总人口的32.5%。